# 草ヶ江ヤングラガーズ
草ヶ江ヤングラガーズクラブ（くさがえヤングラガーズクラブ）は、福岡県福岡市にある、ジュニアラグビースクール。

## 主な出身選手
- 川嵜拓生 - 元九州電力キューデンヴォルテクス
- 大藪淳 - 元近鉄ライナーズ
- 垣永真之介 - サントリーサンゴリアス所属、日本代表
- 村田亙 - 専修大学ラグビー部監督、元日本代表
- 下川甲嗣 - サントリーサンゴリアス所属
- 丸山凜太朗  - 2015年度卒、東海大学ラグビー部４年生
- 梶木真凜 - 2015年度卒、東京オリンピック出場